# 一本芒属
一本芒属（学名：Cladium）也称克拉莎属，是莎草科莎草亚科下一本芒族的唯一属，为多年生草本植物。该属有3种，分布于热带和温带地区，盛产于澳大利亚。

## 形态特征
一本芒属植物的根状茎较短，植株的秆呈圆柱形。叶片通常生于茎上，宽线形，横切面呈V形。
一本芒属的总苞为叶状，并具鞘。其花序为圆锥花序，小穗通常聚集成小头状。小穗的基部鳞片为4枚，这些鳞片中空且不具花。该属植物的雄蕊通常为2枚，柱头有3个，花柱基部在初期呈膨大状。
其果实为小坚果，外形类似核果，无下位刚毛。

## 下属物种
属下共有3种：
- Cladium costatum Steyerm.
- Cladium mariscoides (Muhl.) Torr.
- 华一本芒 Cladium mariscus (L.) Pohl